# El Canal
El Canal är en ort i Mexiko.   Den ligger i kommunen Tlatlauquitepec och delstaten Puebla, i den sydöstra delen av landet, 180 km öster om huvudstaden Mexico City. El Canal ligger 829 meter över havet och antalet invånare är 202.
Terrängen runt El Canal är huvudsakligen kuperad, men åt nordost är den bergig. El Canal ligger nere i en dal. Runt El Canal är det ganska tätbefolkat, med 199 invånare per kvadratkilometer. Närmaste större samhälle är Teziutlan, 19,9 km sydost om El Canal. I omgivningarna runt El Canal växer huvudsakligen savannskog.